# Sinfonía n.º 32 (Haydn)

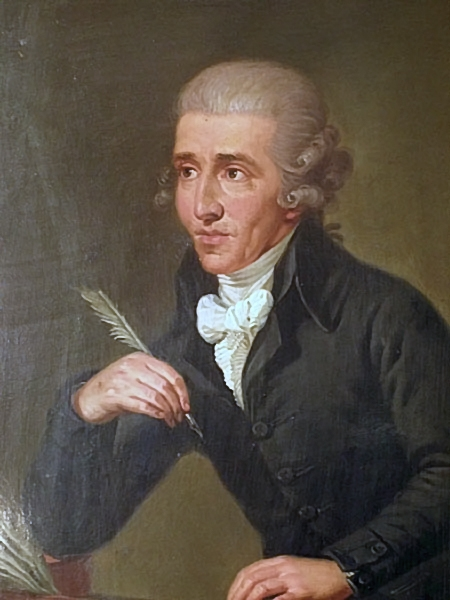
Haydn hacia 1770.

La Sinfonía n.º 32 en do mayor, Hob. I:32 fue compuesta por Joseph Haydn en algún momento entre 1757 y 1763.

## Historia
La producción sinfónica del maestro austríaco puede dividirse a grandes rasgos en tres bloques temporales: el primer bloque (1757-1761) se corresponde con su periodo al servicio del conde Carl von Morzin (n.º 1 - n.º 5); el segundo bloque en la corte Esterházy (1761-1790 pero con la última sinfonía para el público de Esterházy en 1781); y el tercer bloque (1782-1795) comprende las Sinfonías de París (n.º 82 - n.º 87) y las Sinfonías de Londres (n.º 93 - n.º 104). El 1 de mayo de 1761 el compositor firmó su contrato como vice-kapellmeister (más tarde kapellmeister) de la familia Esterházy, que nominalmente duró 48 años, hasta su muerte.
La composición de esta pieza se desarrolló en algún momento entre 1757 y 1763. La fecha exacta de composición es desconocida. Había sido atribuida a los primeros años del compositor. Sin embargo, en el catálogo del propio compositor en el que enumeraba todas las sinfonías que había producido hasta 1769, se da a entender que su numeración concuerda con su cronología. El musicólogo H. C. Robbins Landon ha sugerido que podría haber sido escrita como muy pronto en 1757 y como muy tarde en 1763. Más entendidos en la materia han sugerido que se compuso en 1760 o 1761

## Instrumentación
La partitura está escrita para una orquesta formada por:
- Viento madera: 1 flauta, 2 oboes y 1 fagot.
- Viento metal: 2 trompas en do y 2 trompetas.
- Percusión: timbales.
- Cuerda: una sección de cuerdas con 2 violines, viola, violonchelo y contrabajo.
- Teclado: clavecín como bajo continuo.

La trompeta y los timbales, que a veces faltan en las ediciones modernas, contribuyen al aura de grandeza, especialmente en el primer movimiento, donde las partes agudas de trompeta evocan a Bach y Händel. En aquella época se solía emplear un fagot para amplificar la voz del bajo, incluso sin una notación separada. En cuanto a la participación del clavecín como bajo continuo en las sinfonías de Haydn existen diversas opiniones entre los estudiosos: James Webster se sitúa en contra; Hartmut Haenchen a favor; Jamie James en su artículo para The New York Times presenta diferentes posiciones por parte de Roy Goodman, Christopher Hogwood, H. C. Robbins Landon y James Webster. A partir de 2019 la mayor parte de las orquestas con instrumentos modernos no utiliza el clavecín como continuo. No obstante, existen grabaciones con clavecín en el bajo continuo realizadas por: Trevor Pinnock (Sturm und Drang Symphonies, Archiv, 1989-1990); Nikolaus Harnoncourt (n.º 6–8, Das Alte Werk, 1990); Sigiswald Kuijken (incluidas las Sinfonías de París y Londres; Virgin, 1988-1995); Roy Goodman (Ej. n.º 1-25, 70-78, 82-87; Hyperion, 2002).

## Estructura y análisis
La sinfonía consta de tres movimientos:
- I. Allegro molto, en do mayor 2
4
- II. Menuet, en do mayor – Trio, en do menor 3
4
- III. Adagio ma non troppo, en fa mayor 2
4
- III. Presto, en do mayor 3
8

La interpretación de esta obra dura aproximadamente 20 minutos. Es una de las pocas sinfonías de Haydn en situar el minueto en segundo lugar y el movimiento lento en tercer lugar, trastocando la estructura clásica de la sinfonía en la cual intercambian estos puestos. Este patrón sólo se encuentra en otras cinco sinfonías de Haydn, todas ellas tempranas excepto una (Sinfonías "B", n.º 15, 37, 44, 68). También ocurre esto en la n.º 15 y n.º 16 de su hermano Michael Haydn. Aunque no lleva apodo ni indicación alguna de que sea una pieza de ocasión, destaca por su sonoridad ya que se trata de una sinfonía festiva con una festividad ceremonial, en ocasiones, una majestuosidad que remiten a la época barroca tardía. El ataque de los metales agudos con su apoyo de la percusión sólo podría haber sido creado por Haydn.

### I.Allegro molto
El primer movimiento, Allegro molto, está escrito en la tonalidad de do mayor, en compás de 2/4 y sigue la forma sonata. Se trata de un movimiento de apertura convencional del género, salvo la elección del inusual compás de 2/4. El desarrollo conduce a lo que puede o no ser una "falsa recapitulación". Tras una duración y un grado de actividad apenas suficientes, la tónica se prepara de manera correcta y clara. Pero lo que sigue es una nueva versión, imitativa y modulante, del segundo tema; el tema de apertura sigue un poco más tarde.

### II.Menuet – Trio
El segundo movimiento, Menuet – Trio, está en do mayor pero en el trío pasa a do menor y en compás de 3/4. El minueto hace gala de una gran sonoridad debido al uso de los metales junto con los timbales. Su paso mesurado sugiere una ceremonia más que un salón de baile o un ambiente bucólico. Hace recordar a las suites de Música acuática y Música para los reales fuegos de artificio de Händel. El trío contrasta ofreciendo un alivio reflexivo.

### III.Adagio ma non troppo
El tercer movimiento, Adagio ma non troppo, está en la subdominante fa mayor y en compás de 2/4. El carácter solemne se mantiene con la elección de un Adagio en lugar de un Andante para el movimiento lento. Presenta una sencillez handeliana. Haydn prescinde de los vientos, y lo escribe solamente para las cuerdas y el bajo continuo.

### III.Presto
El cuarto y último movimiento, Presto, retoma la tonalidad inicial y el compás es 3/8. La pieza concluye con su único movimiento carente de grandilocuencia, un Allegro típicamente ágil. El hecho de emplear el compás de 3/8 en el Finale concuerda con la fecha temprana de esta composición.